# Cordinhã

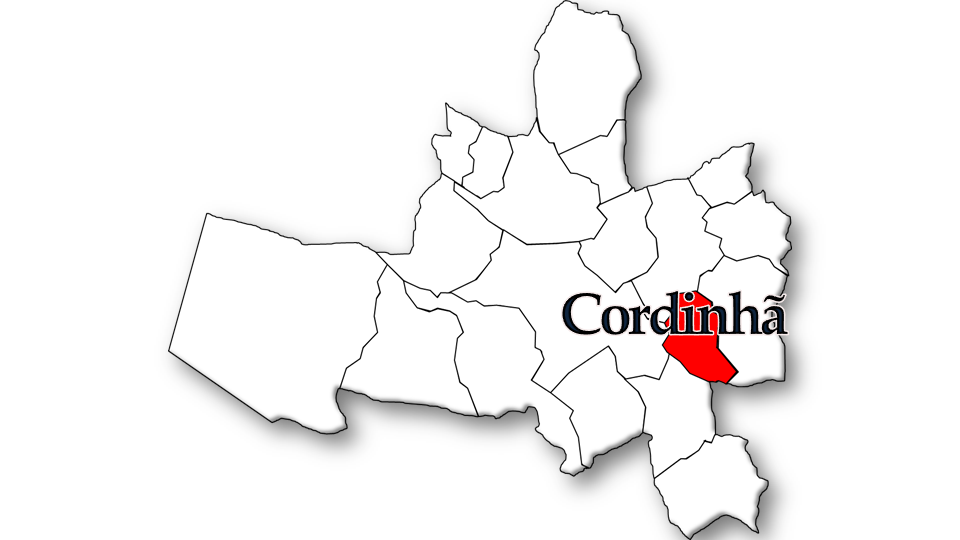
Localização da freguesia no Município de Cantanhede

Cordinhã é uma povoação portuguesa sede da Freguesia de Cordinhã do Município de Cantanhede, freguesia com 9,92 km² de área e 974 habitantes (censo de 2021), tendo, por isso, uma densidade populacional de 98,2 hab./km².

## Demografia
A população registada nos censos foi:
| Distribuição da População por Grupos Etários | Distribuição da População por Grupos Etários | Distribuição da População por Grupos Etários | Distribuição da População por Grupos Etários | Distribuição da População por Grupos Etários |
| -------------------------------------------- | -------------------------------------------- | -------------------------------------------- | -------------------------------------------- | -------------------------------------------- |
| Ano                                          | 0-14 Anos                                    | 15-24 Anos                                   | 25-64 Anos                                   | > 65 Anos                                    |
| 2001                                         | 150                                          | 173                                          | 581                                          | 237                                          |
| 2011                                         | 126                                          | 92                                           | 561                                          | 255                                          |
| 2021                                         | 113                                          | 76                                           | 473                                          | 312                                          |

## Património
- Capela de Nossa Senhora do Ó